# Polypauropus duboscqi
Polypauropus duboscqi är en mångfotingart som beskrevs av Paul Auguste Remy 1932. Polypauropus duboscqi ingår i släktet Polypauropus och familjen Polypauropodidae. Utöver nominatformen finns också underarten P. d. inflatisetus.